# Liao Zhongkai
Liao Zhongkai (23 de abril de 1877-20 de agosto de 1925) fue un dirigente y financiero chino de origen estadounidense, uno de los principales patrocinadores económicos del Kuomintang. Fue el principal arquitecto del Primer Frente Unido entre el KMT y el Partido Comunista Chino en la década de 1920, y dirigente destacado del ala izquierdista del KMT. Fue asesinado en Cantón en agosto de 1925.

## Biografía

### Primeros años
Liao nació en 1877 en San Francisco y recibió su primera educación en los Estados Unidos. Era uno de veinticuatro hermanos. Su padre Liao Zhubin, que tenía cinco esposas, había sido enviado a San Francisco por el Banco de Hong Kong y Shanghái.
Regresó a Hong Kong en 1893, con dieciséis años y estudió en el Queen's College desde 1896. Se casó con He Xiangning en 1897. Posteriormente, fue a Tokío, Japón en enero de 1903 a estudiar Ciencias Políticas en la Universidad de Waseda. En 1907, fue a la Universidad de Chūō a estudiar Ciencias Económicas y Políticas.

### Carrera política
En Tokio, Liao, cada vez más entusiasmado con los movimientos antiimperialistas en China, se reunió con el influyente revolucionario Sun Yat-sen en el verano de 1903. Inmediatamente después de su fundación, se unió al movimiento de reunión revolucionario Tongmenghui. Como la policía japonesa no parecía sospechar que Liao y He fueran cercanos a los Tongmenghui, su apartamento compartido se convirtió en un importante lugar de encuentro para este grupo. En 1909 regresó a China, ya sea para realizar una misión para Sun Yat-sen o para entrar al servicio de la administración provincial de Jilin, donde se encontraba cuando estalló la Revolución de Xinhai en octubre de 1910. En el curso de la revolución, la provincia sureña de Cantón se declaró independiente como República de China y Hu Hanmin le ofreció a Liao el puesto de jefe de la administración financiera debido a su formación académica, que aceptó y trajo a su familia desde Japón a Cantón. El creciente poder del líder del todavía fuertemente monárquico Ejército de Beiyang, Yuan Shikai, que estaba considerando una restauración del gobierno imperial, y el fracaso de un nuevo intento de golpe de Estado por parte de las fuerzas republicanas llevaron a Liao y su familia a huir a Japón, junto con otros revolucionarios como Sun y Hu. En 1916 regresó nuevamente a China y, tras la muerte de Yuan, negoció con Hu Hanmin con el Gobierno de Beiyang en Pekín sobre las posibilidades de unificar el país bajo un liderazgo democrático. Después de la ruptura, regresaron a Cantón, donde Liao nuevamente se hizo cargo de la administración financiera. En junio de 1922, el señor de la guerra Chen Jiongming, que en ese momento estaba en el poder en Cantón, intentó derrocar a Sun Yat-sen como presidente de la República de China mediante un golpe de Estado y arrestó a Liao. Cuando fue liberado dos meses después, huyó a Hong Kong. Después de una estancia en Shanghái, viajó nuevamente a Japón y negoció con el embajador soviético, quien, en nombre de la Internacional Comunista, prometió apoyo al Kuomintang. Esto le permitió a Liao establecerse como una de las figuras principales del ala revolucionaria de izquierda del partido. Después de la derrota de Chen en marzo de 1923, regresó a Cantón. Entre mayo de 1923 y febrero de 1924, Liao asumió el papel de gobernador civil de la provincia de Cantón. Aunque se había convertido en un confidente cercano de Sun Yat-sen, se opuso a él en noviembre de 1923 cuando fue el único político influyente del Kuomintang que apoyó una reforma agraria y laboral propuesta por el revolucionario profesional Mijaíl Borodín, que había sido enviado por la Internacional Comunista. Esta reforma finalmente no se implementó. Además, fue un firme defensor de la creación de una academia militar, que profesionalizaría al ejército y haría al Kuomintang más independiente de mercenarios y caudillos de la guerra. Después de la renuncia temporal de Chiang Kai-shek de la dirección de la academia, Liao lideró los esfuerzos para abrir finalmente la Academia Militar de Whampoa a principios de 1924.
Durante el Primer Frente Unido entre el Kuomintang y el Partido Comunista de China, fue miembro del Comité Ejecutivo Central del Kuomintang y Sun le encargó la reforma del partido según líneas marxistas-leninistas. Al mismo tiempo, Liao se hizo cargo del departamento de trabajadores y más tarde del departamento de agricultores. Después de la muerte de Sun Yat-sen en marzo de 1925, el revolucionario de izquierda Liao pudo afirmarse como uno de los tres hombres fuertes del Comité Ejecutivo Central del Kuomintang, junto a Wang Jingwei y el conservador Hu Hanmin. Cuando el 1 de julio se proclamó un Gobierno nacional en Cantón, oponiéndose al Gobierno de Beiyang, que gobernaba desde Pekín, Liao se convirtió en uno de los tres miembros del consejo político y ministro de Finanzas, junto con Wang y el general Xu Chongzhi. Sus posiciones marcadamente izquierdistas, que justificó continuando las políticas de Sun –incluida una estrecha cooperación con la Unión Soviética y el Partido Comunista integrado al Kuomintang– le valieron la ira de los miembros conservadores y de derecha del partido.

### Fallecimiento

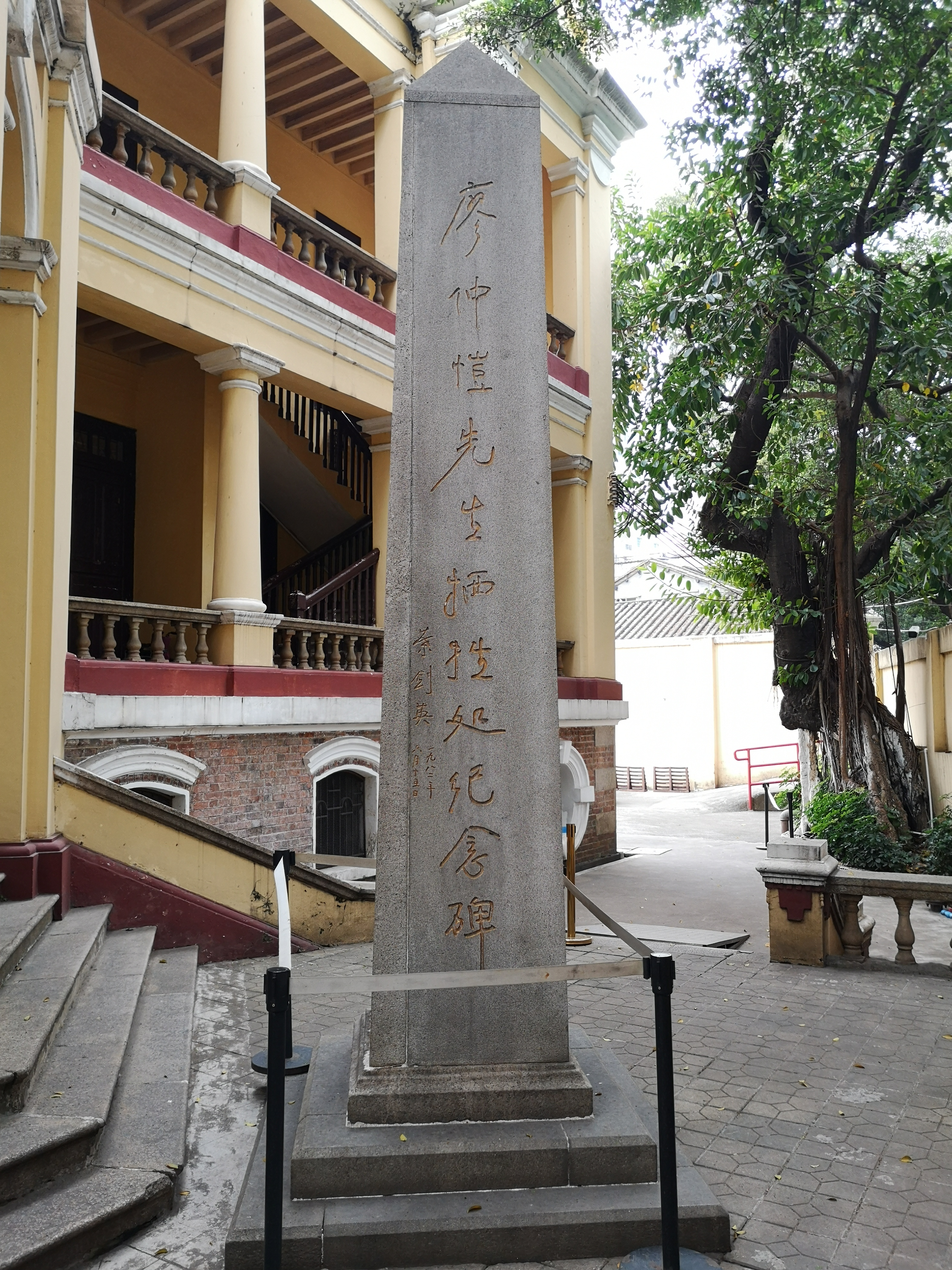
Monumento a Liao Zhongkai, en el sitio donde fue asesinado

El 20 de agosto de 1925, cinco asesinos emboscaron a Liao antes de una reunión del Comité Ejecutivo en Cantón. Al salir de su vehículo le dispararon con pistolas Mauser C96, falleciendo varias horas después. En su diario, Chiang Kai-shek inicialmente sospechó que el intento de asesinato había sido obra de británicos y, en un discurso en el funeral de Liao, culpó a fuerzas imperialistas y reaccionarias. Una comisión de investigación creada por recomendación de Mijail Borodin estaba formada por Wang Jingwei, Chiang Kai-shek y Xu Chongzhi. Ella identificó a un primo de Hu Hanmin como uno de los principales sospechosos y descubrió un plan de elementos conservadores del Kuomintang para eliminar a los partidarios del ala izquierda radical del partido en Cantón con el apoyo de las fuerzas leales al partido en Cantón. Posteriormente, Hu Hanmin fue expulsado del Comité Ejecutivo Central y varios oficiales de alto rango que servían bajo el mando de Xu Chongzhi fueron ejecutados. El propio Xu no pudo ser vinculado al asesinato, pero a finales de septiembre tuvo que aceptar varios meses de exilio en Shanghái porque se probaron sus conexiones con Chen Jiongming. Hu Hanmin fue enviado a Moscú como embajador del Kuomintang ante la Internacional Comunista. Lin Sen y Zhou Lu, que también fueron sospechosos durante la investigación, fueron enviados al Gobierno de Beiyang como representantes diplomáticos. Estas purgas dejaron a un Wang Jingwei fortalecido y a un Chiang Kai-shek en ascenso en el liderazgo del partido, ambos cercanos al ala revolucionaria de izquierda en ese momento.

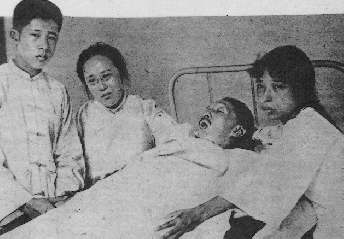
La muerte de Liao. De izquierda a derecha: Liao Chengzhi, He Xiangning, Liao Zhongkai y Liao Mengxing

Liao y su esposa He Xiangning tuvieron una hija, Liao Mengxing, y un hijo, el posterior político comunista Liao Chengzhi. Su sobrina es la política chino-estadounidense Anna Chennault.